# Real espanhol

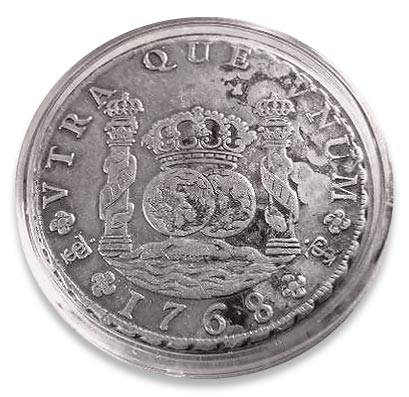
Real colonial espanhol de prata cunhado na Casa da Moeda de Potosí, Alto Peru (hoje Bolívia) em 1768.

Real era uma moeda utilizada na Espanha durante vários séculos.

## História

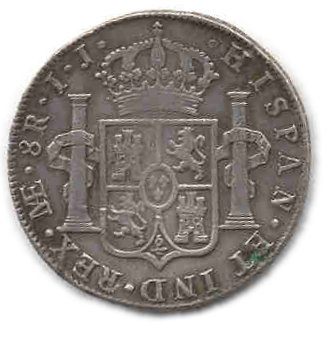
Pillar real espanhol de 1799, Carlos III (reverso)

O primeiro real foi introduzido por Alfonso XI de Castela (1311-1350) e seu filho Pedro I (1350 - 1369) com um valor de 3 maravedies. Essa taxa de câmbio aumentou até 1497, quando o real foi fixado com um valor de 34 maravedies. O famoso Peso de Ocho ("pedaço de oito" refere-se ao valor de 8 reales = 1 peso de prata), também conhecido como dólar espanhol, foi emitido no mesmo ano, e mais tarde tornou-se difundido na América e Ásia. Em 1566, o escudo espanhol foi introduzido, no valor de 16 reais. O Pieza de a ocho ou pedaço de oito é uma moeda de prata de uma onça (cerca de 27,4 gramas), para não ser confundida com as moedas menores: 4 reales, 2 reales, 1 real e a pequena meio real (meia polegada de diâmetro).
Durante esse período, a cunhagem espanhola tornou-se popular no negócio e comércio internacional, e assim permaneceu durante séculos.

### Século XVII
Em 1642, dois diferentes reales foram criados, o real de plata (feito de prata) e o real de vellón (feito de bilhão, ou "menos da metade de prata"). A taxa de câmbio entre essas duas moedas foi fixada em 2 reales de vellón = 1 real de plata. O maravedi foi vinculado ao real de vellón, fazendo com que o real de plata valesse 68 maravedíes. O escudo de ouro valia 16 reales de plata. O real de vellón foi emitido para uso exclusivo na Espanha e não com frequência circulava nas colônias.

### Século XVIII

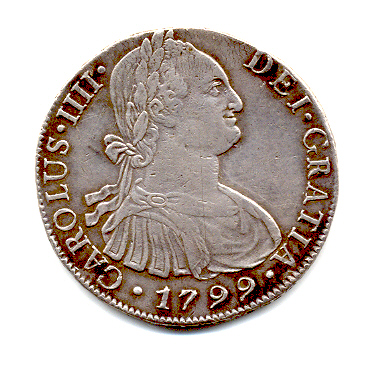
Anverso de uma moeda de real. (1799)

O real de plata fuerte foi introduzido em 1737 com o valor de 2½ reales de vellón ou 85 maravedíes. Este real era o padrão, emitido como moedas até o início do século XIX. O escudo de ouro valia 16 reales de plata fuerte.

### Século XIX
Em 1808, as moedas foram introduzidas em reais de vellon. Essas moedas circularam juntamente com o real de plata fuerte e o escudo até a decimalização. Moedas denominadas em reales de plata foram cunhadas até 1837, enquanto as moedas maravedí foram emitidas até 1850.

### Decimalização
O real de vellón, agora chamado apenas de real, foi adotado como unidade principal na primeira moeda corrente decimal da Espanha, introduzido em 1850. Para começar, peças subsidiárias foram emitidas denominadas decima de real (décimos de real). Mais tarde, elas foram denominadas céntimo de real (centésimos de real). O real substituiu a peseta catalã em 1850, a uma taxa de 1 peseta = 4 reales.
Em 1864, o real foi substituído por um novo escudo no valor de 10 reales (ou seja, não equivalente ao escudo anterior). Este segundo escudo foi em si substituído em 1868 pela peseta a uma taxa de 1 peseta = 0.4 escudos = 4 reales. Consequentemente, o termo real sobreviveu, significando um quarto de uma peseta.

## Moedas

### Predecimal
No século XVIII, as moedas foram emitidas em cobre para 1, 2, 4 e 8 maravedies, em prata para ½, 1, 2, 4 e 8 reales e em ouro para ½, 1, 2, 4 e 8 escudos. As moedas de prata de 8 reales eram conhecidas como dólar espanhol ou peso (o famoso "pedaço de oito"). Dólares espanhóis cunhados entre 1732 e 1773 são também frequentemente chamados de columnarios. As variedades com a descrição de 1772 e posteriormente são geralmente referidas como dólares espanhóis ou dólares da coluna. Houve também uma denominação conhecida como peso sencillo que valia 6 reales.
A partir de 1808, as moedas foram emitidas nos valores de 1, 2, 4, 10, 20, 80, 160 e 320 reales de vellón. Os mais altos valores eram equivalentes a 4 e 8 reales de plata fuerte e 2, 4 e 8 escudos.

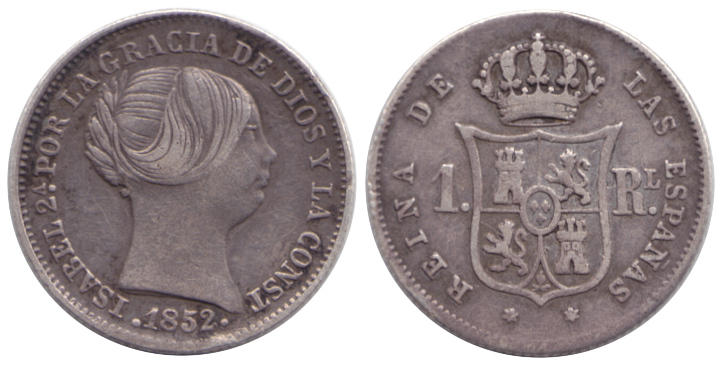
Moeda 1 real 1852, Isabel II

### Decimal
Moedas de cobre foram emitidas para os valores de ½, 1 e 2 decima de real e ½ real, juntamente com moedas de prata de 1, 2, 4, 10 e 20 reales e de ouro para os valores de 20, 40 e 100 reales. Tais moedas foram introduzidas no período de 1850 a 1853. Em 1854 foram introduzidas moedas de cobre de 5, 10 e 25 céntimos de reales.